# Гренволд
Гренволд (њем. Grönwohld) општина је у њемачкој савезној држави Шлезвиг-Холштајн. Једно је од 55 општинских средишта округа Штормарн. Према процјени из 2010. у општини је живјело 1.331 становника. Посједује регионалну шифру (AGS) 1062021, NUTS (DEF0F) и LOCODE (DE GRW) код.

## Географски и демографски подаци
Гренволд се налази у савезној држави Шлезвиг-Холштајн у округу Штормарн. Општина се налази на надморској висини од 41 метра. Површина општине износи 9,8 km². У самом мјесту је, према процјени из 2010. године, живјело 1.331 становника. Просјечна густина становништва износи 136 становника/km².